# Loxosomatidae
Loxosomatidae é uma família de animais aquáticos do filo Entoprocta.

## Gêneros
- Loxocorone Iseto, 2002
- Loxomespilon Bobin e Prenant, 1953
- Loxomitra Nielsen, 1964
- Loxosoma Keferstein, 1862
- Loxosomella Mortensen, 1911